# Camponotus bigenus
Camponotus bigenus är en myrart som beskrevs av Santschi 1919. Camponotus bigenus ingår i släktet hästmyror, och familjen myror. Inga underarter finns listade.